# Шахтинська єпархія
Ша́хтинська єпа́рхія (рос. Шахтинская епархия) — єпархія Російської православної церкви. Входить до складу Донської митрополії. Утворена в адміністративних межах Гуковського, Донецького, Звірівського, Каменськ-Шахтинського, Новошахтинського і Шахтинського міських округів, а також Багаєвського, Боковського, Верхньодонського, Кам'янського, Красносулинського, Кашарського, Міллеровського, Облівського, Октябрського, Родіоново-Несвітайського, Совєтського, Тарасовського, Чертковського та Шолоховського районів Ростовської області.

## Історія
Утворена виділенням з Ростовської і Новочеркаської єпархії визначенням Священного синоду від 27 липня 2011 року.
6 жовтня 2011 року Шахтинська, Ростовська і Волгодонська єпархії включено до складу новоутвореної Донської митрополії.

## Структура
Кафедральний собор — Собор Покрови Пресвятої Богородиці (Шахти).
Благочиння Шахтинської єпархії
- Олександровськ-Грушівське (Шахтинський міський округ) — протоієрей Володимир Іванов
- Багаєвське (Багаєвський район) — протоієрей Олександр Маштанов
- Верхнєдонське (Верхнєдонськой та Шолоховський райони) — протоієрей Володимир Поляков
- Гуковське (Гуковський міський округ і х. Гуково Красносулінського району) — протоієрей Віктор Ольховатов
- Донецьке (Донецький міський округ) — ієрей Гліб Гладишев
- Зверево-Нікольське (Зверевський міський округ) — протоієрей Олександр Колесов
- Кам'янське (Кам'янський район) — ієрей Владислав Касьянов
- Каменськ-Шахтинське (Каменськ-Шахтинський міський округ) — ієрей Олександр Теличкин
- Кашарське (Кашарський район) — ієрей Сергій Сидоров
- Міллеровське (Міллеровський район) — ієрей Симеон Єсін
- Новошахтинське (Новошахтинський міський округ) — протоієрей Роман Амплеєв
- Нижнєдонське (Октябрський район) — протоієрей Сергій Яценко
- Родіоново-Несветайське (Родіоново-Несветайський район) — протоієрей Костянтин Крахмальов
- Сулинське (Красносулинський район) — протоієрей Василій Хадикін
- Тарасовське (Тарасовський район) — протоієрей Сергій Явиц
- Чертково-Калитвенське (Чортківський район) — ієрей Сергій Сошкін
- Чернишевське (Боковський, Совєтський і Обливський райони) — ієрей Олександр Левчик

### Монастирі
- Покровський монастир (чоловічий; слобода Верхнемакеевка, Кашарський район)

### Єпархіальні соціальні установи
- Сестринства

Сестринство святої преподобномучениці великої княгині Єлизавети
346513, Ростовська область м. Шахти, вул. Перемоги революції 22
Сестринство Вознесенської парафії
346510, Ростовська область м. Шахти (сел. Артем), 346510, вул. Левітана 39
Сестринство на честь святих дружин мироносиць Марфи і Марії
346480, Ростовська область Жовтневий район, сел. Каменоломні, 5-й провулок 23
Сестринство Покровського приходу м. Каменськ-Шахтинський
347800, Ростовська область м. Каменськ-Шахтинський, вул. Башкевича 85
Сестринство Пантелеимонского приходу п. Травневий
346537, Ростовська область м. Шахти, бульвар Аллейный 12б
Сестринство на честь ікони Божої Матері «Всіх скорботних Радість»
346132, Ростовська область м. Міллерово, вул. 3-го Інтернаціоналу 66
Сестринство в ім'я Царственої страстотерпицы святої Імператриці Олександри приходу Державної ікони Божої Матері
346332, Ростовська область м. Донецьк, вул. Світу 97
Сестринство імені Великомучениці Єлизавети Федорівни
346580, Ростовська область, сл. Родіоново-Несветайская, вул. Московська 43
- Єпархіальний притулок «Свята Параскева»

Адреса: Ростовська обл., Багаевский район, ст. Манычская, вул. Радянська, д. 8
сайт притулку: Blago-region.ru
- Автономна Некомерційна Організація «Комплексний центр соціальних ініціатив імені святого праведного Іоанна Кронштадтського»

Свідоцтво про державну реєстрацію видано 21 лютого 2013 р.
Адреса некомерційної організації: 346500, м. Шахти, площа Соборна, будова 2.
- Противоабортное консультування психолога

Прийом ведеться на базі жіночої консультації Міської лікарні швидкої медичної допомоги (ГБСМП) ім. Леніна за адресою: м. Шахти, вул. Шевченка, 153.
- Жінрада єпархії

Адреса: 346500, м. Шахти, площа Соборна, будова 2. АНО «Центр імені святого праведного Іоанна Кронштадтського».
Голова жінради — Вікіна Катерина Вікторівна
- Консультаційний пункт з надання допомоги людям, що страждають на алкоголізм, наркоманію, ігроманію та інші залежності, а також членам їх сімей.

Консультації проводяться за адресою: 346500, м. Шахти, площа Соборна, будова 2. АНО «Центр імені святого праведного Іоанна Кронштадтського».
Єпархіальні ЗМІ
- Інформаційне агентство «Покров»

346500 Ростовська обл., м. Шахти, пл. Соборна, д. 1 (вул. Радянська 74/б). Шахтинське єпархіальне управління.
- Сайт Шахтинской епархии http://www.shahteparh.ru [Архівовано 7 травня 2019 у Wayback Machine.]
- Сторінки в соціальних мережах:

ВКонтакте — користувач «ia.pokrov».
Facebook — http://www.facebook.com/InformagentstvoPokrov
Twitter — https://twitter.com/Pokrov_ia [Архівовано 19 грудня 2013 у Wayback Machine.]
LiveJournal — http://iapokrov.livejournal.com%5Bнедоступне+посилання+з+травня+2019%5D
Відеоканал YouTube — https://www.youtube.com/user/iapokrov [Архівовано 28 липня 2017 у Wayback Machine.]
- Журнал «Вестник Донской митрополии»

Обсяг 132 стор., тираж 3 000 примірників, періодичність один раз у квартал
- Вкладка «Православный вестник» в газеті «Шахтинские известия»

Формат А3, обсяг 8 смуг, тираж 18 000 примірників, періодичність-один раз в місяць
- Додаток «Православное Слово» в газеті «Новость» м. Донецьк

Формат А3, обсяг одна смуга, періодичність один раз в місяць
- Газета «Донские Православные вести».

Адреса редакції: 346516, м. Шахти, пр. Перемоги революції, 22
Сайт: www.pokrov-shakhty.prihod.ru

### Навчальні заклади
- Церковно-парафіяльна школа

НОУ Михайло-Архангельська Церковно-парафіяльна загальноосвітня середня школа при храмі Архангела Михаїла.
Адреса: 346270 Ростовська область, Шолоховський район, станиця Вешенська, вул. Подтелкова, д. 61а
Директор школи протоієрей Володимир Поляков
- Духовно-просвітницький центр «Логос»

Адреса: Ростовська область, м. Шахти, пл. Соборна, 3 д.

### Олександровськ-Грушівське благочиння
Благочинний — протоієрей Володимир (Іванов)
Храми:
- Місто Шахти:

- Храм святителя Миколая (Шахти)
- Храм святителя Миколая (Шахти) (п. Аютинский)
- Храм Покрови Пресвятої Богородиці (Шахти)
- Храм рівноапостольного князя Володимира (Шахти)(п. Неждана)
- Храм Вознесіння Господнього (Шахти)
- Храм ікони Божої Матері «Одигітрія» (Шахти) (п. Таловий)
- Храм великомученика Пантелеймона (Шахти) (п. Травневий)
- Храм Святої Трійці (Шахти) (п.ш. Похила)

- Місто Новошахтинськ:

- Храм Донской иконы Божией Матери (Новошахтинск)
- Храм святителя Николая (Новошахтинск)
- Храм Покрова Пресвятой Богородицы (Новошахтинск)
- Храм Иоанна Крестителя (Новошахтинск)
- Храм Архистратига Михаила (Новошахтинск) (п. Соколово-Кундрюченский)

- Октябрський район:

- Родіоново-Несвітайський район:

- Храм святителя Миколая (сл. Родионово-Несветаевская)

### Вешенське благочиння
Благочинний — протоієрей Володимир Поляков.
Храми  : 
- Храм Архангела Михайла (ст. Вешенської)
- Храм Іоанна Предтечі (ст. Боковська)
- Храм святителя Миколая (ст. Обливская)
- Храм святителя Миколая (ст. Тубянская)
- Храм Стрітення Господнього (ст. Базковская)
- Храм святителя Миколая (ст. Еланская)

### Донецьке благочиння
Благочинний — ієрей Гліб Гладишев.

### Каменськ-Шахтинське благочиння
Благочинний — ієрей Олександр Теличкін.
Храми:
- Храм Покрови Пресвятої Богородиці (м. Каменськ-Шахтинський)
- Храм Святої Трійці (пос. Южный м. Каменськ-Шахтинський)
- Храм Преображения Господня (мкр. Ліховський м. Каменськ-Шахтинський)
- Храм Почаївської ікони Божої Матері (м. Каменськ-Шахтинський)
- Храм Анни Кашинської (мкр. Заводський, г. Каменськ-Шахтинський)

### Сулинське благочиння
Сулинське благочиння об'єднує 15 парафій, з яких нині діють 7. Служить 6 священнослужителів (2013 рік). Межі округу збігаються з межами Красносулинского району Ростовської області. Благочинний — протоієрей Василь Хадикін.:
Храми:
- Церква Покрови Пресвятої Богородиці — м. Красний Сулин, вул. Жовтнева, 119
- Церква Великомучениці Катерини — м. Красний Сулин, вул. Колгоспна, 15.
- Церква Святого Благовірного князя Олександра Невського — м. Красний Сулин, пров. Інтернаціональний 9.
- Церква Преподобномучениці Великої княгині Єлисавети — х. Углеродовський
- Церква Різдва Пресвятої Богородиці — х. Садки.
- Церква Різдва Пресвятої Богородиці — х. Божковка.
- Церква великомученика і цілителя Пантелеймона — х. Павловка.
- Церква великомученика і побідоносця Георгія - х. Лихий.

### Міллеровське благочиння
Благочинний — ієрей Сергій Сошкин.
Храми:
- Храм великомученика Пантелеймона (Міллерово)

### Багаєвське благочиння
Благочинний — протоієрей Олександр Маштанов.

## Єпископи
- Ігнатій (Депутатов) (21 серпня 2011 — 30 травня 2014)
- Симон (Морозов) (з 11 липня 2014)